# Сперанский, Михаил Кронидович
Михаи́л Крони́дович Спера́нский (4 августа 1888, дер. Большая Липовка, Тамбовская губерния — 2 июня 1984, Ленинград) — протоиерей, российский богослов. Доктор богословия (1972).
Родился в семье сельского учителя (затем ставшего диаконом).

## Образование
Окончил Тамбовскую духовную семинарию (1909), Санкт-Петербургскую духовную академию (1913) со степенью кандидата богословия (тема кандидатской работы: «Богословские воззрения Владимира Сергеевича Соловьёва по догматическому богословию»). Магистр богословия (1964; за работу «Введение в изучение Четвероевангелия»). Доктор богословия (1972; за совокупность трудов: «Введение в Новый Завет (историко-критическое обозрение)» и «Послания апостола Павла (историко-экзегетический анализ)»).

## Священник и педагог
В 1913—1918 — преподаватель Тамбовского духовного училища, в 1918—1922 — заведующий школой-семилеткой в селе Екатеринино Козловского уезда Тамбовской губернии. С 1922 — священник Троицкого храма села Глуховка Оржевского уезда, с 1925 — настоятель Успенского собора в городе Кирсанове. Затем жил в городе Мичуринске, работал счетоводом Кирпичного завода № 3. Был арестован и тройкой при УНКВД по Тамбовской области 25 декабря 1937 года приговорён к 10 годам ИТЛ. Освобождён досрочно.
В 1944 встретился с Патриархом Сергием, после чего вернулся к церковной деятельности. С 1945 — священник, с 1947 — настоятель храма в городе Рассказово Тамбовской области (в 1947—1949 также благочинный храмов Рассказовского округа Тамбовской епархии). С 1949 — настоятель Покровского кафедрального собора в Тамбове, секретарь Тамбовского епархиального управления.

## Ректор и профессор академии
В 1952—1966 — ректор Ленинградской духовной академии и Ленинградской духовной семинарии (по приглашению митрополита Григория (Чукова)). В 1966—1980 — профессор, заведующий кафедрой Священного Писания Нового Завета Ленинградской духовной академии. С 1973 — заслуженный профессор.
Почётный член Московской (1970) и Ленинградской (1980) духовных академий. С 1980 — пенсионер.

## Публикации
- Из Тамбовской епархии // Журнал Московской Патриархии. 1948. — № 2. — C. 65-66.
- Освящение иконостаса // Журнал Московской Патриархии. 1951. — № 8. — C. 59.
- Памяти протоиерея И. В. Преображенского (некролог) // Журнал Московской Патриархии. 1952. — № 5. — C. 60.
- Церковное торжество в г. Мичуринске // Журнал Московской Патриархии. 1952. — № 6. — C. 59.
- Новый учебный год в ленинградских духовных школах // Журнал Московской Патриархии. 1952. — № 10. — C. 44.
- [Московская Патриархия поздравляет с победой (полетом Ю.Гагарина в космос)] // Журнал Московской Патриархии. 1961. — № 5. — C. 10.
- «Мир имейте между собою» (Мк. 9, 50) // Журнал Московской Патриархии. 1961. — № 7. — C. 30-31.
- Святой апостол и евангелист Матфей (историко-экзегетический очерк) // Богословские труды. 1964. — № 3. — C. 5-33.
- Рождественское паломничество. Праздник в Вифлееме // Журнал Московской Патриархии. 1967. — № 4. — C. 5-10.
- Первоверховные апостолы Петр и Павел (к 1900-летию со времени мученической кончины) // Журнал Московской Патриархии. 1967. — № 7. — C. 60-76.
- Магистерский диспут в Ленинградской духовной академии [проф.-прот. Ливерий Воронов «Православие, мир, экумена» (отдельные исследования и статьи по некоторым вопросам научно-богословской, миротворческой и экуменической деятельности РПЦ)] // Журнал Московской Патриархии. 1971. — № 6. — C. 35-37.
- 6-я глава Послания апостола Павла к Римлянам (Экзегетический анализ содержания) // Богословские труды. 1973. — № 10. — C. 109—112.